# Драгонбот на Азиатских играх
Соревнования по гребле на драгонботах проводились на летних Азиатских играх дважды — в 2010 и 2018 годах.

## Виды соревнований
|                | 2010 | 2018 | 2022 | Годы |
| -------------- | ---- | ---- | ---- | ---- |
|                |      |      |      |      |
| Мужчины 200 м  |      | X    | X    | 2    |
| Мужчины 250 м  | X    |      |      | 1    |
| Мужчины 500 м  | X    | X    | X    | 3    |
| Мужчины 1000 м | X    | X    | X    | 3    |
| Женщины 200 м  |      | X    | X    | 2    |
| Женщины 250 м  | X    |      |      | 1    |
| Женщины 500 м  | X    | X    | X    | 3    |
| Женщины 1000 м | X    |      | X    | 2    |
|                |      |      |      |      |
| Всего          | 6    | 5    | 6    |      |

## Призёры соревнований

### Мужчины

#### 200 метров
| Год  | Золото | Серебро          | Бронза  |
| ---- | ------ | ---------------- | ------- |
| 2018 | Китай  | Китайский Тайбэй | Таиланд |

#### 250 метров
| Год  | Золото    | Серебро | Бронза |
| ---- | --------- | ------- | ------ |
| 2010 | Индонезия | Мьянма  | Китай  |

#### 500 метров
| Год  | Золото           | Серебро | Бронза    |
| ---- | ---------------- | ------- | --------- |
| 2010 | Индонезия        | Мьянма  | Китай     |
| 2018 | Китайский Тайбэй | Китай   | Индонезия |

#### 1000 метров
| Год  | Золото           | Серебро   | Бронза           |
| ---- | ---------------- | --------- | ---------------- |
| 2010 | Индонезия        | Мьянма    | Республика Корея |
| 2018 | Китайский Тайбэй | Индонезия | Корея            |

### Женщины

#### 200 метров
| Год  | Золото | Серебро   | Бронза |
| ---- | ------ | --------- | ------ |
| 2018 | Китай  | Индонезия | Корея  |

#### 250 метров
| Год  | Золото | Серебро   | Бронза  |
| ---- | ------ | --------- | ------- |
| 2010 | Китай  | Индонезия | Таиланд |

#### 500 метров
| Год  | Золото | Серебро   | Бронза  |
| ---- | ------ | --------- | ------- |
| 2010 | Китай  | Индонезия | Таиланд |
| 2018 | Корея  | Китай     | Таиланд |

#### 1000 метров
| Год  | Золото | Серебро   | Бронза  |
| ---- | ------ | --------- | ------- |
| 2010 | Китай  | Индонезия | Таиланд |

## Медальный зачёт
суммарно медали для страны во всех видах соревнований
| Место          | Страна               | Золото | Серебро | Бронза | Всего |
| -------------- | -------------------- | ------ | ------- | ------ | ----- |
| 1              | Китай                | 5      | 2       | 2      | 9     |
| 2              | Индонезия            | 3      | 5       | 1      | 9     |
| 3              | Китайская Республика | 2      | 1       | 0      | 3     |
| 4              | Объединённая Корея   | 1      | 0       | 2      | 3     |
| 5              | Мьянма               | 0      | 3       | 0      | 3     |
| 6              | Таиланд              | 0      | 0       | 5      | 5     |
| 7              | Республика Корея     | 0      | 0       | 1      | 1     |
| Всего стран: 7 | Всего стран: 7       | 11     | 11      | 11     | 33    |